# 長肢領航鯨
長肢領航鯨（學名：Globicephala melas），又名長鰭領航鯨、大西洋領航鯨、黑圓頭鯨或巨頭鯨，是兩種圓頭鯨屬的其中一種。牠們屬於海豚科，但其行為較為接近鯨魚。

## 特徵
長肢領航鯨像殺人鯨般其實是海豚的一種。牠們的前額圓，呈黑色或深灰色，喉嚨及腹部呈灰色或白色，有時在背鰭及眼睛後也有灰色或白色斑紋。背鰭呈鐮刀狀。腳蹼很長，佔了體長的15-20%。雌鯨長約3.7米時及6-7歲大就達至性成熟；雄鯨要長約4.6米及12歲大才達至性成熟。成年重1.8-3.5噸。

## 行為

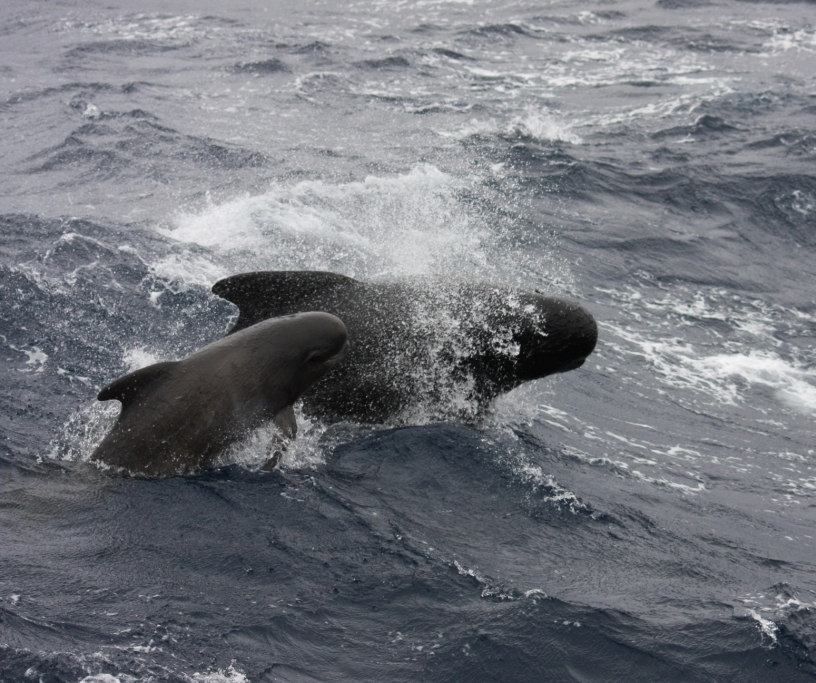
雄性及幼生長肢領航鯨。

長肢領航鯨社交性甚高，可以組成達100頭的群落。牠們有時會與寬吻海豚及灰海豚社交。成年一天需要約50公斤食物，包括頭足類及魚類。牠們一般可以潛水達數分鐘，覓食時則可以潛超過10分鐘。牠們能夠潛入水深600米的地方，而一般則只會到30-60米的地方。
妊娠期約12-15個月，要3-5年才會生一胎。幼鯨出生時長1.8米及重102公斤。幼鯨需要長達22個月的照顧。雖然全年也可以生育，但大部份幼鯨都是在夏天出生。雄性會為了與雌性交配而互相競爭打鬥。雌性老達35歲仍然可以生育，51歲仍可授乳。由此可見雌性可以照顧幼生一直到10歲的青春期。
長肢領航鯨可以用3-18000赫茲的聲音來溝通弓進行迴聲定位。牠們可以在1分鐘內發出14-40次這些聲音。
長肢領航鯨非常活躍，經常會用尾葉拍打水面或跳出水面窺探。幼生的也會跳出水面，但成年的則很少。牠們也會走到海灘上，加上其強烈家庭觀念，故有時會一起走上海灘(擱淺)。

## 屠殺

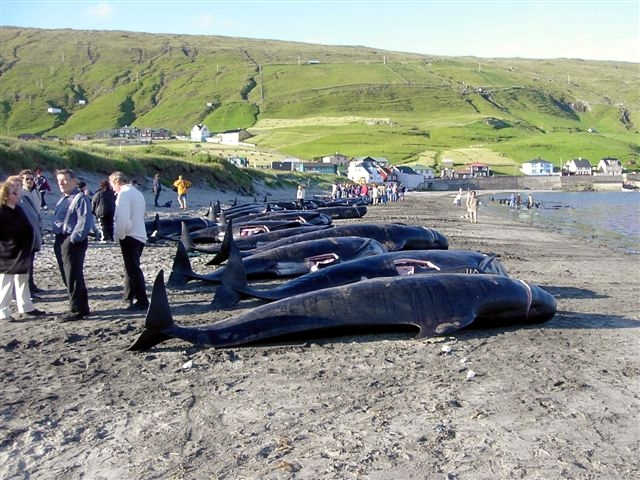
沙灘上放置整排被宰殺的長肢領航鯨。集體捕鯨的狩獵行為，已成為法羅群島居民生活文化的一部分。

長久以來，北歐法羅群島的居民每年都會進行一次大規模的獵殺長肢領航鯨，並視之為他們的傳統「慶典」。法羅島民會駕駛汽艇，將鯨豚驅趕至海灣處，過程冗長，目地就是將體力耗竭，長肢領航鯨群驅至淺灘處，血腥屠殺就此展開。長肢領航鯨遭開腸剖肚，頭遭重擊，不多久，血染整個海灣，到處散佈著鯨豚支離破碎屍身與奄奄一息的垂死長肢領航鯨。由於每次行動都會屠殺大量鯨魚，血水把海灣都染紅，他們的行動早已惹來環保團體及愛護動物團體的關注。2010年7月19日，一名事前混入當地人之中生活的海洋守護者協會卧底拍攝了一場在Klaksvik城鎮進行的屠鯨行動，並把過程上載上網，立時引起全世界的關注以及人道問題的爭議。多個團體在網上發行簽名運動，意圖向丹麥政府施壓，令這種屠鯨的活動被禁止。

## 外部連結
- ARKive
- Short seasonal absence of Long-Finned Pilot Whale in the Strait of Gibraltar